# Jaco Pastorius (musikalbum)
Jaco Pastorius är Pastorius' debutalbum och gavs ut 1976 av Epic Records. På skivan medverkar även andra stora musiker som Herbie Hancock, Michael Brecker, Randy Brecker, Don Alias, Sam & Dave, David Sanborn, Wayne Shorter med flera.

## Albuminfo
Trots att Jaco Pastorius skrev låten Forgotten Love så medverkar han inte på denna låts inspelning.

## Låtlista
Alla låtar är skrivna av Jaco Pastorius om inget annat anges.

### Original LP
1. "Donna Lee" (Charlie Parker) – 2:28
  - Jaco Pastorius — elbas
  - Don Alias — congas
2. "Come On, Come Over" (Jaco Pastorius & Bob Herzog) – 3:52
  - Randy Brecker — trumpet
  - Dave Pratter — sång
3. "Continuum" – 4:33
  - Herbie Hancock — Fender Rhodes
  - Don Alias — klockor
4. "Kuru/Speak Like a Child" (Jaco Pastorius & Herbie Hancock) – 7:42
  - Herbie Hancock — piano
  - Beverly Lauridsen — cello
5. "Portrait of Tracy" – 2:22
  - Jaco Pastorius — elbas
6. "Opus Pocus" – 5:29
  - Wayne Shorter — sopransaxofon
  - Don Alias — percussion
7. "Okonkole Y Trompa" (Jaco Pastorius & Don Alias) – 4:25
  - Peter Gordon — valthorn
  - Don Alias — okonkoko iya, congas, afuche
8. "(Used to Be a) Cha-Cha" – 8:57
  - Hubert Laws — piccolo, flöjt
  - Don Alias — congas
9. "Forgotten Love" – 2:14
  - Herbie Hancock — piano
  - Homer Mensch — kontrabas

### Bonus Tracks
1. "(Used to Be a) Cha-Cha" – 8:49
  - Hubert Laws — piccolo, flöjt
  - Don Alias — congas
2. "6/4 Jam" – 7:45
  - Herbie Hancock — Fender Rhodes
  - Don Alias — congas

Total tid: 56:36